# Star Paws
Star Paws è un videogioco pubblicato dalla Software Projects Ltd. nel 1987 per Commodore 64 e nel 1988 per ZX Spectrum. Venne annunciata anche una versione per Amstrad CPC che non risulta mai pubblicata. Il gioco era basato su un progetto abbandonato chiamato Attack of the Mutant Zombie Flesh Eating Chickens From Mars di Matthew Smith..
Oltre che per il suo gameplay, il videogioco divenne molto popolare anche per via della sua colonna sonora..